# マレシャウ・デオドーロ級海防戦艦
マレシャウ・デオドーロ級はブラジル海軍の海防戦艦の艦級である。

## 概要
本級はブラジルの海岸線を守る事を主任務とする海防戦艦としてフランスのラ・セーヌ社に2隻が発注され建造された。

## 艦形

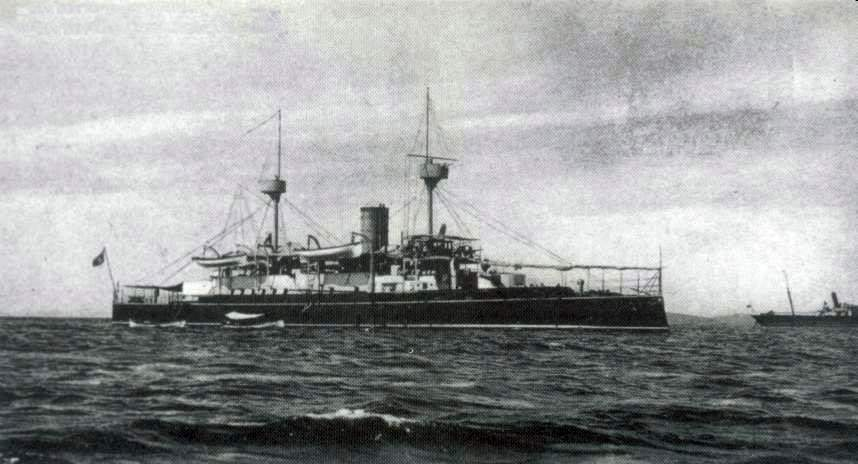
写真は「フロリアーノ」。

船体形状は同時期にフランス海軍で建造されたシャルルマーニュ級戦艦に似た乾舷の低いタンブル・ホームの付いた平甲板型船体である。水面部が衝角（ラム）で突出した艦首から艦首甲板上に「アームストロング 23.4cm（45口径）ライフル砲」を収めた単装砲塔1基の基部から上部構造物が始まり、その前部に司令塔と両側に船橋（ブリッジ）の付いた艦橋を基部として頂上部に見張り所を持つ前部ミリタリーマストが立つ。マストの背後に1本煙突が立ち、その周囲は煙管型の通風塔が立ち並び、外側は艦載艇置き場となっており、ボート・ダビットが2本を1組として片舷3組ずつ計6組で運用された。上部構造物の四隅には副砲の12cm速射砲が単装砲架で1基ずつ計4基が配置されており、その上の艦載艇置き場の空所に5.7cm速射砲が防盾の付いた単装砲架で片舷3基ずつ計6基が配置されていた。後部ミリタリー・マストが立った所で上部構造物は終了し、後部甲板上に後部23.4cm単装砲塔が後向きに1基が配置されていた。

## 武装

### 主砲
主砲は同世代のイギリス海軍で多く使われた「アームストロング 1895年型 Mark IX 23.4cm（47口径）ライフル砲」を採用した。その性能は重量172.4kgの砲弾を最大仰角15度で14,170 mまで届かせることが出来、射程4,160 mで鉄製装甲23.4cmを、射程5,480mで厚さ196mmのクルップ鋼を貫通できる性能であったこの砲をフランス式の単装砲塔に収めた。砲塔の旋回角度は船体首尾線方向を0度として左右142度の広い旋回角度を持ち、砲身の俯仰能力は仰角15度・俯角5度である。主砲身の俯仰・砲塔の旋回・砲弾の揚弾・装填は主に電力で行われ、補助に人力を必要とした。発射速度は毎分3～4発である。

### 副砲、その他備砲
副砲は「アームストロング 1898年型 12 cm（50口径）速射砲」を採用した。その性能は重量45.49kgの砲弾を最大仰角30度で射程16,000 mまで届かせられた。これを単装砲架で4基を搭載、砲架の俯仰能力は仰角30度・俯角5度である、旋回角度は150度である。砲身の俯仰・砲塔の旋回・砲弾の揚弾・装填は主に人力を必要とした。発射速度は毎分6発である。
その他に対水雷艇用に「オチキス 5.7cm（40口径）速射砲」を採用した。その性能は重量2.72kgの砲弾を仰角45度で射程7,955mまで届かせられた。これを単装砲架で4基を搭載、砲架の俯仰能力は仰角60度・俯角8度である、旋回角度は露天で360度の旋回角度を持っていたが実際は上部構造物により制限を受けた。砲身の俯仰・砲塔の旋回・砲弾の揚弾・装填は主に人力を必要とした。発射速度は毎分20発である。艦攻撃用に45.7cm水中魚雷発射管を単装で水線下に片舷1門ずつ計2門を装備した。

## 同型艦
- マレシャウ・デオドーロ (Marechal Deodoro)[1]

当初の予定艦名は「イピランガ (Ipiranga)」。また、後に「デオドーロ」と改名されている。フランスの地中海鉄工造船所で建造。1896年11月起工。1898年6月20日ないし18日進水。1900年竣工。1924年4月にメキシコへ売却され、「アナウァク (Anáhuac)」と改名。1938年に除籍され、解体。
- フロリアーノ (Floriano)[1]

フランスの地中海鉄工造船所で建造。1897年3月起工。1899年7月6日ないし6月6日進水。1900年12月31日竣工。1936年に除籍され、解体。

## 参考図書
- 「世界の艦船増刊第38集 フランス戦艦史」（海人社）
- 「Conway All The World's Fightingships 1906–1921」（Conway）
- 「Conway All The World's Fightingships 1922-1946」（Conway）